# Niksor
Niksor (finska: Niksaari) är en ö i Finland.   Den ligger i kommunen Salo i den ekonomiska regionen  Salo och landskapet Egentliga Finland, i den södra delen av landet, 110 km väster om huvudstaden Helsingfors. Arean är 0,88 kvadratkilometer. Niksor ligger i före detta kommunen Finby och är också en av kommunens byar.
Öns högsta punkt är 45 meter över havet. Den sträcker sig 1,0 kilometer i nord-sydlig riktning, och 1,4 kilometer i öst-västlig riktning. Ön ligger mellan öarna Storö och Utö.